# Waikoloa Village
Waikoloa Village est une ville de l’État d'Hawaï, aux États-Unis. Elle a le statut de census-designated place. Elle compte 6 362 habitants au recensement de 2010.

## Pont
Le pont de Auwaiakeakua a été construit le long de la route de Mamalahoa en 1940, pour enjamber le ravin Auwaiakekua et sa voie navigable par intermittence. Le projet a été financé sur les fonds alloués par l’aide fédérale, dans le cadre de la modernisation du réseau routier de la ceinture de l’île Hawaï dans les années 1930.
L’autoroute Mamalahoa a été la principale voie de circulation jusqu’à l’achèvement de la nouvelle autoroute  côtière "Queen Ka'ahumanu", durant les années 1970.
Le pont est un rare exemple survivant du type de structure pont à poutres en bois, qui était commun dans la première moitié du XXe siècle jusqu'au début de la Seconde Guerre mondiale.
Le pont a été conçu par William R. Bartels, du Département des routes territoriales, qui a également participé à la conception de nombreux ponts entre 1932 et 1956. 
Le maître d'oeuvre en a été Otto Medeiros, qui a également construit plusieurs ponts sur l'île de Hawaï.

## Démographie
| 2000  | 2010  | - | - | - | - |
| ----- | ----- | - | - | - | - |
| 4 806 | 6 362 | - | - | - | - |